# 體育宮演講

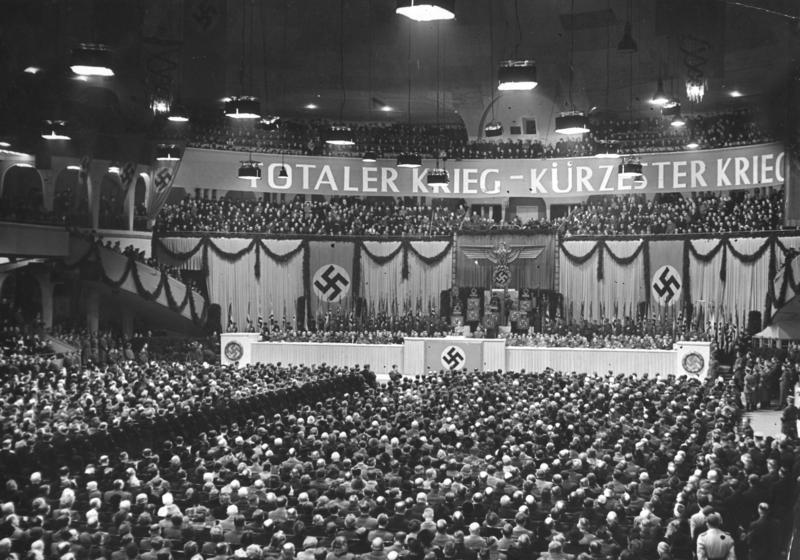
體育宮演講當天的柏林體育宮情景，會場上方懸掛的橫幅寫著「全面戰爭──最短戰爭」（TOTALER KRIEG–KÜRZESTER KRIEG）

體育宮演講（德語：Sportpalastrede）是納粹德國國民教育與宣傳部部長約瑟夫·戈培爾於1943年2月18日在柏林體育宮進行的一場演講，號召德國人民發動總體戰。此演講全長約109分鐘，被後世認為是戈培爾最著名的一次演講，亦被視為一次典型的納粹德國宣傳。

## 背景
納粹德國在第二次世界大戰前期的優勢奠基於闪电战，並未為長期戰爭做足準備，因此在與蘇聯的持久戰中漸趨劣勢。1943年2月，歐洲軸心國軍隊在史達林格勒戰役戰敗，德意志國防軍陸軍元帥弗里德里希·包路斯被俘；同時間，軸心國陣營在北非和太平洋戰區都陷入不利，被迫逐漸由攻轉守。
約瑟夫·戈培爾在此時開始加強推動「戰爭經濟」（Kriegswirtschaft，即總體戰），並在備忘錄中建議元首阿道夫·希特勒下令強迫讓那些「懶漢和寄生蟲」（„Faulenzer und Parasiten“），如「金權政治的女兒」（„Töchter der Plutokraten“）等群體投入戰爭經濟工作，並透過關閉餐館、俱樂部、酒吧、劇院和奢侈品商店減少民間經濟活動，使平民可以轉而為戰爭做出更多貢獻；不過在刀刺在背傳說的影響下，希特勒認為如果民間消費受到太多限制，德國人民可能會不願意與國防軍合作。
戈培爾认为如果他能夠成為總體戰的負責人，他將躋身為納粹體制中的第二把交椅。為此，戈培爾計劃了體育宮演講，以向希特勒施加壓力。透過讓德國人民為採取激進措施做好準備，戈培爾相信他可以迫使希特勒依自己的計畫行事。演講本身進行了詳細的規劃，戈培爾挑選了最忠實的納粹支持者做為聽眾，讓他們念誦口號，其中約一百人被指示何時應該歡呼；戈培爾曾向軍備與戰爭生產部部長亞伯特·史佩爾表示這些人是全德國最訓練有素的聽眾。此外，預錄在黑膠唱片上的掌聲亦將適時透過體育宮的揚聲器播放。

## 過程
戈培爾在演講中重申了三個主題：
1. 如果國防軍無法消除來自東方戰線的威脅，帝國（即德國）以及整個歐洲將屈服於布爾什維克之下。
2. 國防軍、德國人民和其盟友有能力將歐洲從這一威脅中拯救出來。
3. 危險迫在眉睫（德语：Gefahr im Verzug），德國必須迅速果斷地採取行動。

此外，戈培爾還詳細解釋了猶太人所帶來的威脅：「布爾什維克主義的目標是猶太世界革命。他們想給帝國和歐洲帶來混亂，並利用由此產生的絕望來建立起跨國的、暗藏布爾什維克主義的資本主義暴政。」他並表示，德國拒絕他國干涉其猶太政策，而打算「在有必要的時候，採取最激進的處置措施」。
戈培爾形容蘇聯方面的總動員為「惡魔般的」（„teuflisch“），同時強調道：「我們無法克服布爾什維克的威脅，除非我們以相似、但不完全相同的手段與之抵抗。德意志民族在此面臨這場戰爭中最嚴重的問題，即是決心利用一切來保衛其擁有的一切，並獲得其往後生活所需的一切。」之後他說明了政府所採取的緊縮措施的合理性，並聲稱這些措施僅是臨時性的。
經過約109分鐘後，演講劃下結尾：
元首已經下令，而我們將跟隨他。倘若我們曾經堅定不移地相信勝利，那麼在這個民族反思和內心矯正的時刻，她就在我們身邊，我們只需要掌握她。我們只需要果斷的使一切服從他。這就是今日的命令。因此，口號從現在開始將是：「現在，人們啊，站起來，讓暴風雨消散吧！」

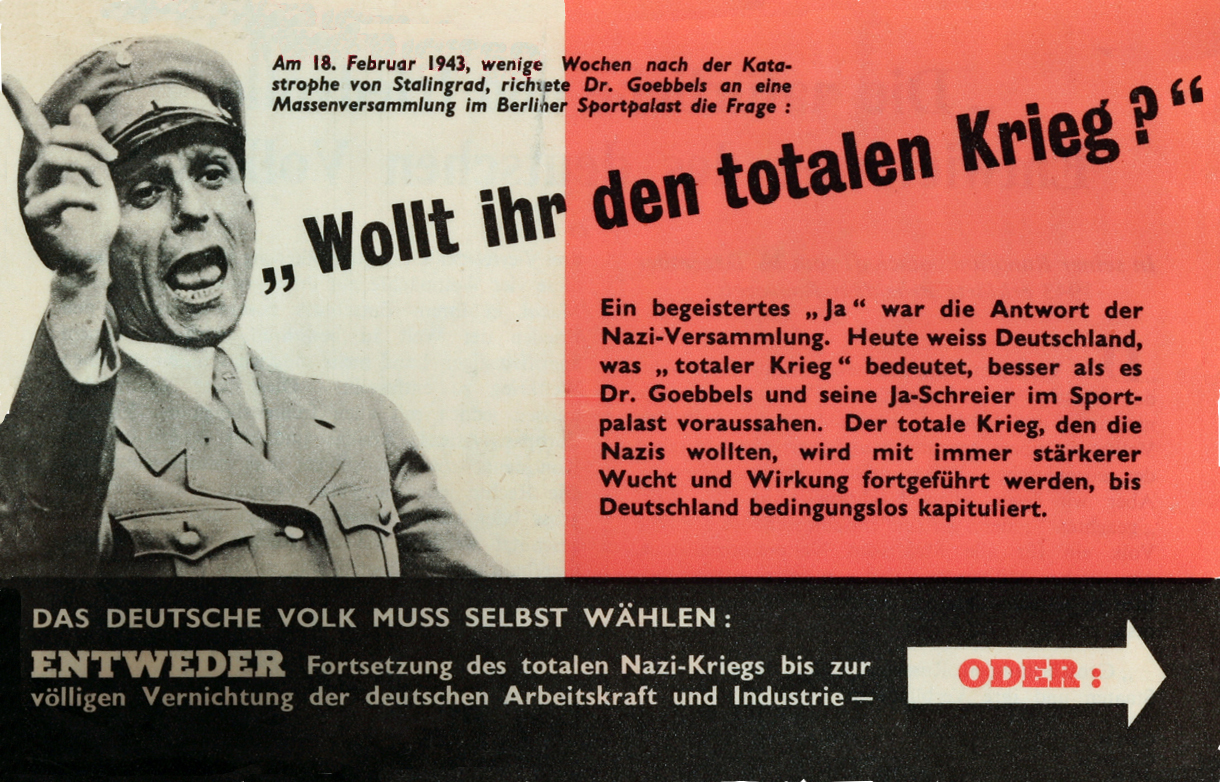
美国空军第八航空隊空投在德國境內的反宣傳傳單

演講最後出現的口號源自於卡爾·西奧多·科納在拿破崙戰爭期間著作的愛國詩詞《男人與男孩們》（Männer und Buben）；戈培爾本人和希特勒曾分別於1932年7月德國國會選舉期間納粹黨的競選演講和1920年在國營宮廷啤酒廠進行的演講中引用此句。

## 評價與影響
戈培爾隨後如此形容他的演講：「真是愚蠢的一個小時。即使我叫他們從哥倫布屋的三樓跳下來，他們八成也會去做。」數百萬名德國人民透過廣播和新聞短片《德國新聞短片》收聽或觀看了這次演講；此次演講是第二次世界大戰開戰以來，首次有納粹高層人物向國民公開承認德國正面臨重大危機。戈培爾希望藉由演講帶來的輿論使希特勒賦予他更大的權力進行總體戰，不過希特勒在其他閣員的反對下並未立即讓步，直到1944年7月20日密谋案后的7月23日方任命戈培爾為帝國總體戰全權代表，統籌德國的總體戰事務。

## 外部連結
- 收藏的《體育宮演講》

- 體育宮演講原文文字稿 （页面存档备份，存于） （德文）
- 體育宮演講譯文文字稿 （页面存档备份，存于） （英文）